# 德拉省
德拉省（阿拉伯語：مُحافظة درعة）是敘利亞西南部的一個省，南鄰約旦。面積3,730平方公里，2007年估計人口916,000人。首府德拉。

## 歷史
2011年，德拉省是敘利亞革命期間最早反對阿薩德政權的地區。2018年後，自由軍派系在俄羅斯調解下被迫與政權「和解」。
2024年12月6日，德拉省成立南方作戰室，再次開展反阿薩德武裝活動。

## 辖区
德拉省下分3區：
1. 德拉区，首府德拉。
2. 阿尔-塞奈迈因区，首府阿尔-塞奈迈因。
3. 伊兹拉区，首府伊兹拉。

## 主要城市及村庄

### 主要城市
1. 德拉
2. 伊兹拉
3. 纳瓦
4. 阿尔-塞奈迈因

### 重要村庄
1. 布斯拉
2. 布拉克
3. 海拜卜
4. 图卜纳